# Exocentrus albovarius
Exocentrus albovarius là một loài bọ cánh cứng trong họ Cerambycidae.